# Domprosteriet, Linköpings stift
Domprosteriet var ett kontrakt i Linköpings stift inom Svenska kyrkan. Kontraktet namnändrades 1 januari 2017 till Domkyrkokontraktet.
Kontraktskoden var 0201.

## Administrativ historik
Kontraktet införlivade 1702 Åkerbo kontrakt och Hanekinds kontrakt och benämndes sedan en tid därefter för Hanekinds och Åkerbo kontrakt.
Domprosteriet omfattade före 1962:
- Linköpings församling från 1967 benämnd Linköpings domkyrkoförsamling
- Linköpings S:t Lars församling
- Kärna församling som 2008 överfördes till Stångå kontrakt
- Kaga församling som 2008 överfördes till Stångå kontrakt
- Ledbergs församling som 2008 överfördes till Stångå kontrakt
- Skeda församling som 2008 överfördes till Stångå kontrakt
- Slaka församling som 2008 överfördes till Stångå kontrakt
- Landeryds församling
- Vårdsbergs församling tillförd 1925 från Bankekinds och Skärkinds kontrakt och återgår dit 1962 med återförs hit igen 1978, och som 2008 överfördes till Stångå kontrakt
- Vists församling som 1962 överfördes till Kinds kontrakt
- Törnevalla församling som 2008 överfördes till Stångå kontrakt
- Östra Skrukeby församling som 2008 överfördes till Stångå kontrakt
- Lillkyrka församling som 2008 överfördes till Stångå kontrakt
- Gistads församlingsom tillförd 1932 från Bankekinds och Skärkinds kontrakt som 2008 överfördes till Stångå kontrakt
- Rystads församling som 2008 överfördes till Stångå kontrakt
- Östra Hargs församling som 2008 överfördes till Stångå kontrakt

1972 bildades:
- Linköpings Johannelunds församling
- Linköpings Berga församling

1975 tillfördes från då upplösta Gullbergs och Bobergs kontrakt: 
- Vreta klosters församling som 2008 överfördes till Stångå kontrakt
- Stjärnorps församling som 2008 överfördes till Stångå kontrakt
- Ljungs församling som 2008 överfördes till Stångå kontrakt
- Flistads församling som 2008 överfördes till Stångå kontrakt

1989 bildades:
- Linköpings Ryds församling
- Linköpings Skäggetorps församling

1997 tillfördes från då upplösta Vifolka och Valkebo kontrakt: 
- Nykils församling som 2008 överfördes till Stångå kontrakt
- Gammalkils församling som 2008 överfördes till Stångå kontrakt
- Ulrika församling som 2008 överfördes till Stångå kontrakt
- Vikingstads församling som 2008 överfördes till Stångå kontrakt
- Rappestads församling som 2006 uppgick i Vikingstads församling
- Sjögestads församling som 2006 uppgick i Vikingstads församling
- Västerlösa församling som 2006 uppgick i Vikingstads församling
- Björkebergs församling som 2006 uppgick i Vikingstads församling

2006 bildades:
- Gottfridsbergs församling

Från 2014 ingår alla församlingar i kontraktet i ett pastorat, Linköpings pastorat, 2015 namnändrat till Linköpings domkyrkopastorat.

## Kontraktsprostar
| Ämbetstid | Namn              | Levnadstid | Övrigt                                       |
| --------- | ----------------- | ---------- | -------------------------------------------- |
| 1976–1978 | Harald Tigerström | 1914–2009  | Kyrkoherde i Linköpings S:t Lars församling. |
| 1981–1984 | Nils Hilberts     | 1925–      | Kyrkoherde i Linköpings Berga församling.    |